# Lalola
Lalola è una sitcom argentina diretta da Gustavo Luppi e prodotta da Dori Media Group e Underground Contenidos. È andata in onda in prima TV assoluta dal 28 agosto 2007 al 29 aprile 2008 dal canale televisivo América TV. Ha come protagonisti Carla Peterson e Luciano Castro.
Le sigle della serie sono cantate entrambe da Miranda! e sono intitolate Hola e Enamorada.

## Trama
Narra le vicende di Ramiro "Lalo" Padilla, direttore della società "High Five", redattore della rivista "Don" e noto latin lover. Dopo una serata passata insieme a Romina, quest'ultima lo cerca varie volte anche dopo la serata. Ma Lalo non risponde e allora Romina decide di vendicarsi con l'aiuto di una strega, facendo diventare Lalo una femmina, Dolores "Lola" Padilla, sua cugina e prenderà il posto del cugino nelle varie mansioni dell'azienda.

## Produzione
La serie viene confermata qualche mese prima dell'uscita e viene annunciata per il giugno del 2007 ma viene posticipata e presentata solamente nel luglio del 2007 è stata presentata al Centro culturale Konex di Buenos Aires.
Nella puntata finale della serie, ha raggiunto 8.4 punti di rating. Nonostante questo, ha ricevuto una media di 7.6 punti nelle sue 150 puntate. Il maggior punteggio è stato raggiunto il 29 agosto 2007 con 10.9 e il minore nell'episodio del 17 aprile 2008 con 3.0 punti. Anche nelle trasmissioni estere ha raggiunto un buon successo: per esempio, in Brasile, ha raggiunto nel suo primo episodio 11 punti di rating. In un primo momento, in Russia, la serie non ha raggiunto il successo sperato, tanto da essere cancellata dai palinsesti e rimpiazzata da "Il Profeta".

## Adattamenti
La serie è stata venduta in oltre 80 paesi in circa due anni. Dallo sceneggiato sono stati creati alcune versioni locali in altri paesi:
- Perù, è stata prodotta da Frecuencia Latina,  Imizu Producciones e trasmessa dal 20 dicembre 2011 con il titolo Lalola[7].
- Cile, è stata trasmessa nel 2007, con la produzione di Cecilia Ramírez. Rispetto all'originale la trama è completamente diversa. Titolo della serie: Lola[8].
- Filippine, è stata pubblicata nel 2008 con la produzione di GMA Network. Titolo: LaLola[9].
- Belgio, con il titolo LouisLouise è stata trasmessa dal 24 settembre 2008.
- Grecia, con il titolo Lola, è stata trasmessa dal 2008 al 2009 in Grecia e Cipro.
- India, con il titolo Pejantan Cantik, è stata pubblicata nel 2010 sul canale Indosiar.
- Portogallo, con il titolo Ele É Ela, la prima visione è avvenuta nel settembre del 2009 sul canale Televisão Independente[6][10]. La serie ha raggiunto picchi di 55% di rating[6].
- Ucraina, con il titolo Margosha (Маргоша), è stata trasmessa dal 7 febbraio 2009 su 1+1. È stata trasmessa anche in Kazakistan, Israele, Estonia, Lettonia, Bielorussia e in Russia.
- Spagna, con il titolo Lalola dal 6 luglio 2008 su Antena 3[11].
- Vietnam, con il titolo Cô nàng bất đắc dĩ (Unavoidable Girl), viene trasmessa su VTV3 durante il 2009[12].

In Italia non è stata trasmessa, ma al Roma Fiction Fest, dove lo sceneggiato è stato presentato, il gruppo Mediaset ha annunciato di creare una propria versione con protagonista Sabrina Ferilli anche se in seguito non è stata mai realizzata. La serie è stata acquistata anche dalla americana Fox che ne ha realizzato un episodio pilota nel 2008 intitolato "Eva Adams", anche questo non realizzato.

## Premi e riconoscimenti
- 2007 - Premio Martín Fierro
  - Vinto - Martín Fierro d'oro.[16]
  - Vinto - Miglior sitcom[17].
  - Vinto - Miglior direttori ad Gustavo Luppi, Marcelo Suárez, Diego Suárez[17].
  - Vinto - Miglior autore ad Esther Feldman, Alejandro Maci[17].
  - Vinto - Miglior attore di sitcom a Luciano Castro[18].
  - Vinto - Miglior attrice di sitcom a Carla Peterson[18].
  - Vinto - Attore di reparto a Luis Ziembrowski[18].
  - Vinto - Rivelazione a Violeta Urtizberea[18].
  - Vinto - Partecipazione speciale in sitcom a Rita Cortese[18].
  - Nomination - Attore di reparto in sitcom a Pablo Cedrón[18].
  - Nomination - Attrice di reparto in sitcom a Lola Berthet[18].
  - Nomination - Attrice di reparto in sitcom a Muriel Santa Ana[18].
  - Nomination - Attrice di reparto in sitcom a Sandra Ballesteros[18].
  - Nomination - Rivelazione a Matías Desiderio[18].
  - Nomination - Rivelazione a Víctor Malagrino[18].
  - Nomination - Miglior canzone originale a Miranda! per "Enamorada"[18].
- 2008 - Premio Martín Fierro
  - Vinto - Miglior attrice di sitcom a Carla Peterson.[19]
  - Nomination - Miglior autore ad Esther Feldman, Alejandro Maci.[19][20]
- 2007 - Premio Clarín
  - Vinto - Miglior sitcom giornaliera.[21]
  - Vinto - Miglior autore ad Esther Feldman, Alejandro Maci.[21]
  - Vinto - Miglior attrice a Carla Peterson.[21]
  - Vinto - Miglior attore a Luis Ziembrowski.[21]
  - Vinto - Rivelazione femminile a Violeta Urtizberea.[21]
  - Nomination - Rivelazione maschile a Matías Desiderio.[21]
  - Nomination - Rivelazione maschile a Víctor Malagrino.[21]
- 2008 - Premio Clarín
  - Vinto - Miglior sitcom giornaliera.[22]
  - Vinto - Miglior attrice di sitcom a Carla Peterson.[22]
  - Nomination - Miglior attore di sitcom a Luis Ziembrowski.[22][23]
- 2008 - Premio Emmy[6][24][25]
  - Nomination - Miglior telenovela.
- 2008 - Premio FUND TV[6]
  - Vinto - Miglior serie.

## Distribuzioni internazionali
| Paese                | Canale/i                |
| -------------------- | ----------------------- |
| Perù                 | La Tele                 |
| Israele              | Doris Media Group       |
| Nicaragua            | Televicentro            |
| Ecuador              | Gama TV                 |
| Brasile              | SBT                     |
| Uruguay              | Teledoce                |
| Messico              | Azteca 7, 52MX          |
| El Salvador          | Canal 12 de El Salvador |
| Guatemala            | Azteca Guatemala        |
| Stati Uniti          | Azteca América          |
| Panama               | RPC TV Canal 4, NEXtv   |
| Venezuela            | La Tele                 |
| Colombia             | Citytv                  |
| Arabia Saudita       | MBC 4                   |
| Russia               | Domashny                |
| Polonia              | Visión 2 Drama, TV4     |
| Filippine            | GMA Network             |
| Malaysia             | TV3                     |
| Zambia               | Mobi TV Zambia          |
| Cile                 | Canal 13                |
| Rep. Ceca            | TV Barrandov            |
| Georgia              | Rustavi 2               |
| India                | Firangi                 |
| Slovenia             | TV3 Slovenia            |
| Bosnia ed Erzegovina | Televizija OBN          |
| Ungheria             | Cool TV                 |